# Ferry de Regt
Ferry de Regt est un ancien footballeur néerlandais, né le 29 août 1988 à Venlo aux Pays-Bas. Il évoluait au poste de stoppeur.

## Palmarès
VVV Venlo
- Eerste divisie (D2)
  - Vainqueur (1) : 2009